# 庫姆神學院

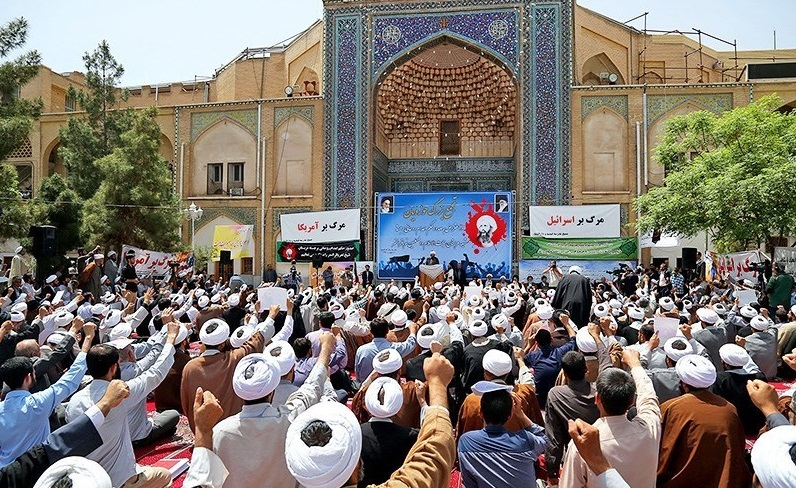
庫姆神學院

庫姆神學院（波斯語：حوزه علمیه قم）是一個位於伊朗庫姆的伊斯蘭神學院（霍扎），該神學院也是伊朗現今最大的伊斯蘭神學院。1922年由大阿亞圖拉阿卜杜-卡里姆·哈埃里·亚兹迪創立，此人也是鲁霍拉·穆萨维·霍梅尼的老師。該校訓練烏蘇勒派的學者。